# 老皮迷失了
〈老皮迷失了〉（英語：Furniture & Meat）是《探險活寶》第六季的第8集。在卡通頻道2014年6月19日播出。本集以阿寶和老皮為主角。在這一集裡，關心樹屋面臨被阿寶和老皮堆積成山的黃金破壞的嗶莫跟阿寶談論要去野莓王國花錢。